# Avatarium (album)
Avatarium – debiutancki album studyjny szwedzkie zespołu muzycznego Avatarium. Wydawnictwo ukazało się 1 listopada 2013 roku nakładem wytwórni muzycznej Nuclear Blast. Nagrania zostały zarejestrowane w Damage Done Studio, Sideshow Studios, Bauman Audio Media oraz Fosfor Studio. Miksowanie odbyło się w Hanssonic Studios.

## Lista utworów
Opracowano na podstawie materiału źródłowego.
| Nr | Tytuł utworu         | Autorzy     | Długość |
| -- | -------------------- | ----------- | ------- |
| 1. | „Moonhorse”          | Leif Edling | 09:06   |
| 2. | „Pandora's Egg”      | Leif Edling | 06:09   |
| 3. | „Avatarium”          | Leif Edling | 08:10   |
| 4. | „Boneflower”         | Leif Edling | 05:25   |
| 5. | „Bird of Prey”       | Leif Edling | 06:37   |
| 6. | „Tides of Telepathy” | Leif Edling | 07:11   |
| 7. | „Lady in the Lamp”   | Leif Edling | 06:57   |
|    |                      |             | 49:35   |

## Twórcy
Opracowano na podstawie materiału źródłowego.
| Zespół Avatarium w składzie - Jennie-Ann Smith – wokal prowadzący - Leif Edling – gitara basowa - Marcus Jidell – wiolonczela, gitara elektryczna, instrumenty klawiszowe - Lars Sköld – perkusja - Carl Westholm – instrumenty klawiszowe |  | Inni - Sören Von Malmborg – mastering - Ronny Lahti – miksowanie - Erik Rovanperä – okładka, ilustracje - Beatrice Csontos-Vidén, Steff Granström – zdjęcia |